# Yvon Segalen
Pour les articles homonymes, voir Segalen.
Yvon Segalen (né à Brest le 15 avril 1906 et mort le 13 janvier 2000 au Chesnay) est un banquier et footballeur international français.

## Biographie
Yvon Segalen est le fils de Victor Segalen, écrivain et ethnographe réputé, spécialiste de la Chine,. Il a été un athlète accompli, champion régional de saut à la perche quand il était étudiant.
Licencié en droit, il a fait toute sa carrière à la Banque de l'Indochine (actuelle banque Indosuez). Arrivé en 1929 comme fondé de pouvoir à Saïgon,, il a occupé différents postes en Extrême-Orient.
À peine est-il arrivé en octobre 1929 à Saïgon, que l'international de football Yvon Ségalen, rechausse ses crampons pour jouer un match... de rugby contre le "quinze" de Stella. Ségalen a rendu, selon la chronique, une partie remarquée au poste d'arrière, dans l'équipe que commandait l'international de rugby Joseph Pascot.
Durant la Seconde Guerre mondiale, il subit l'occupation japonaise de l'Indochine. Au départ la situation semblait correcte au point qu'il a écrit dans son journal « Il est curieux d'être dans ce pays-ci avec encore toutes les commodités de la civilisation et avec des restrictions quasiment nulles ». D'ailleurs, il continuait à avoir des activités sportives puisqu'il pratiquait notamment le tennis avec le club A.S.B.I. Hanoï. Cette situation n'a pas perduré puisqu'en février 1944, sa maison est détruite lors d'un bombardement. À la fin de la Seconde Guerre mondiale, il était président de la 3 CFA (Fédération de Football de Cochinchine). À cette période, les infiltrations du Việt Minh étaient déjà présentes. Yvon Ségalen a même été ligoté un moment durant une émeute annamite en ville puis une fois libéré, il s'est mis à l'abri avec sa famille, hébergeant Charlotte Perriand, et organisant avec d'autres équipes des tours de garde. Il seront rassuré par l'arrivée des troupes britanniques puis en octobre avec l'arrivée du général Leclerc. Après avoir réglé différentes affaires bancaires, il part avec sa famille à Hong-Kong,.
En 1953, il devient manager de la French-American Banking Corporation à New York.

### Vie privée
Yvon Segalen épouse Éliette Carbonnières le 21 mars 1935 à Cholon (Cochinchine) avec qui il aura trois enfants. Son fils aîné Renaud Victor (1936-2017), diplômé de Sciences Po, épouse l'ethnologue Martine Tony Appel (1940-2021). Sa fille est la parolière Anne Segalen (née en 1937), qui fut l'épouse de Jacques Lanzmann et est la mère de Chine Lanzmann (née en 1966), animatrice de télévision et romancière.

### Sociétés savantes
En 1945, il est membre de la Société des études indo-chinoises. En 1979, il est membre de la Société asiatique.

## Carrière footballistique

### En club
Il joue durant deux saisons au Racing Club de France, puis huit au Stade français.
Lors de la saison 1924-1925, il dispute le derby entre le Stade français et le Racing où il perd alors avec le Racing 5 buts à 1 face à son futur club. « Au Racing, seuls Marthouret, Segalen et Mégret furent bons, mais leur équipe étant réduite à la défensive, ils ne purent donner la mesure de leurs moyens ».
Lors de la saison 1926-1927, Yvon Segalen, alors militaire, jouait aussi avec le 31e régiment d'infanterie, équipe formée « uniquement d'équipiers premiers des grands clubs parisiens », à savoir : « Jaquemet, Castaing, Falize, Ouvray, Segalen, Cahen, Wild ». Le jeudi 28 avril 1927 (4 jours après France - Italie du 24 avril 3-3), à Amiens, Ségalen joue avec le 31e R.I. (de Paris) qui bat le 110e R.I. de Dunkerque 4-2 (2-2 à la fin du temps règlementaire) lors de la finale du championnat de France militaire avec Ségalen buteur de la tête pour le quatrième but du 31e RI.
Saison 1927-1928, il fait partie des multiples avants disponibles au Stade français avec les « Bunyan, Gourdon, Pavillard, Cahen, Van Kempen, Ségalen, Sottiault, Quentier ».
Lors de la saison 1932-1933, il participe au match du nouvel an, le dimanche 1er janvier 1933 entre le Stade français et le FC Rouen et s'y distingue « l'activité utile du demi-centre Ségalen... Divers joueurs se mirent particulièrement en vedette. Il faut citer (...) Ségalen, Belin, Bunyan, Gerolami parmi les stadistes. »

### Sélections
Yvon Ségalen fera d'abord partie de la sélection de Paris. C'est ainsi que le 1er novembre 1928 à Buffalo, il est titulaire lors du match London League - Paris 2-1 où le journaliste décrit quelques joueurs ainsi « Wartel, Haas, Peythieux ne semblent pas valoir plus que Chantrel ou Ségalen. »
International de football, il joue en équipe de France à trois reprises en 1929 : au cours de ces trois matchs amicaux, l'équipe de France affrontait l'Angleterre (1-4), la Yougoslavie (1-3) et la Belgique (1-4) pour trois défaites. Il quitte la sélection en raison de ses obligations professionnelles. Il dispute un match d'adieu le 3 juin à Paris contre une équipe du Guipuscoa.
Alors qu'il se trouve en Indochine pour des raisons professionnelles, au début de novembre 1930, il joue au poste d'inter gauche avec la sélection franco-annamite devant le roi et la reine de Siam à Saïgon.